# 윌리엄 보거트
윌리엄 보거트(William Bogert, 1936년 1월 24일 ~ 2020년 1월 12일)는 미국의 배우이다.
뉴욕에서 태어났다.

## 출연 작품
- 테뉴어 (2009년)
- 날으는 가위들 (2009년)
- 뒷자리 (2005년)
- 채펠스 쇼 (2003년)
- 퍼펙트 머더 (1998년)
- 법과 질서 (1990년)
- 스튜어디스 스쿨 (1986년)
- 슈퍼소녀 비키 (1985년)
- 위험한 게임 (1983년)
- 더 라스트 메리드 커플 인 아메리카 (1980년)
- 캡틴 어벤저 (1980년)
- 뜨거운 오후 (1975년)
- 매쉬 - 시리즈 (1972년)

### 텔레비전
- 날으는 슈퍼맨 위대한 영웅 (1981-83)